# Major League Baseball 1878
1878 års säsong av Major League Baseball (MLB) var den tredje i MLB:s historia. MLB bestod under denna säsong av National League (NL), som bestod av sex klubbar. Mästare blev Boston Red Caps, som därmed tog sin andra ligatitel.

## Tabell
| Klubb                   | M  | V  | F  | O | V%    | GB | PF  | PM  |
| ----------------------- | -- | -- | -- | - | ----- | -- | --- | --- |
| Boston Red Caps         | 60 | 41 | 19 | 0 | 0,683 | –  | 298 | 241 |
| Cincinnati Reds         | 61 | 37 | 23 | 1 | 0,617 | 4  | 333 | 281 |
| Providence Grays        | 62 | 33 | 27 | 2 | 0,550 | 8  | 353 | 337 |
| Chicago White Stockings | 61 | 30 | 30 | 1 | 0,500 | 11 | 371 | 331 |
| Indianapolis Blues      | 63 | 24 | 36 | 3 | 0,400 | 17 | 293 | 328 |
| Milwaukee Grays         | 61 | 15 | 45 | 1 | 0,250 | 26 | 256 | 386 |

Not: Före 1883 avgjordes klubbarnas placeringar i National League av antalet vinster, inte av vinstprocenten.

## Statistik

### Slagmän

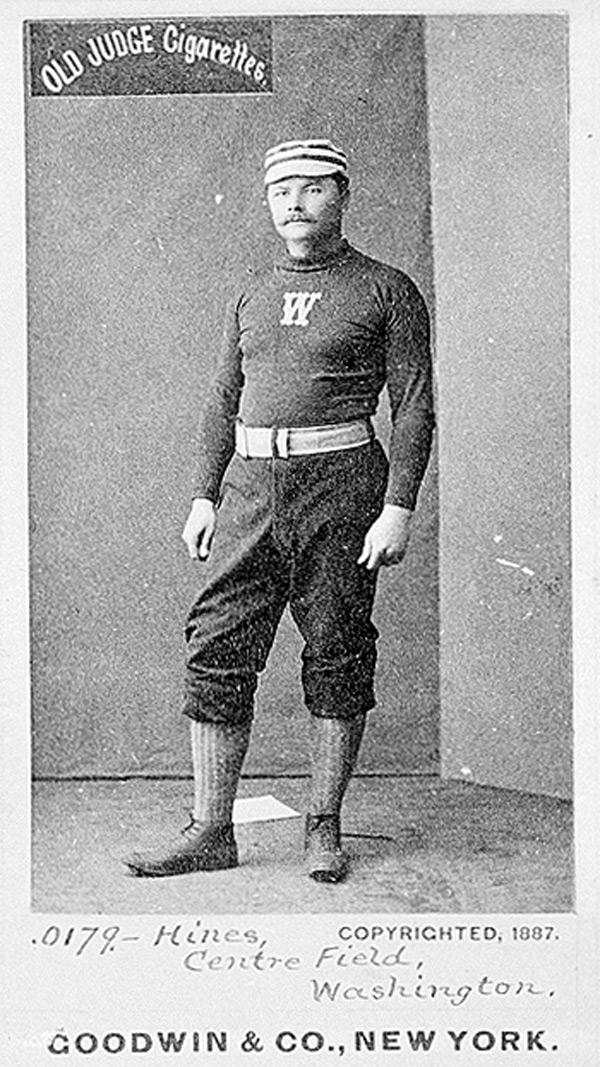
Paul Hines.

Källa: 
| Kategori | Slagman      | Klubb | Värde |
| -------- | ------------ | ----- | ----- |
| AVG      | Paul Hines   | PRO   | 0,358 |
| HR       | Paul Hines   | PRO   | 4     |
| RBI      | Paul Hines   | PRO   | 50    |
| R        | Dick Higham  | PRO   | 60    |
| H        | Joe Start    | CHI   | 100   |
| OBP      | Bob Ferguson | CHI   | 0,375 |
| SLG      | Paul Hines   | PRO   | 0,486 |

### Pitchers

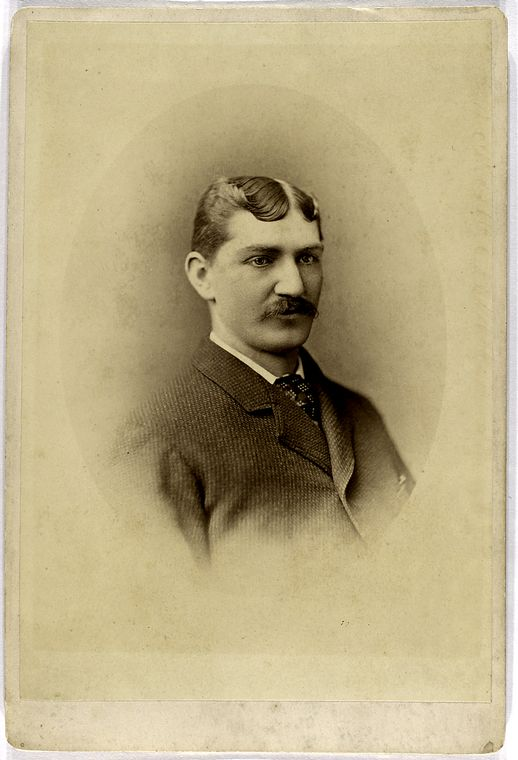
Tommy Bond.

Källa: 
| Kategori | Pitcher              | Klubb    | Värde |
| -------- | -------------------- | -------- | ----- |
| W        | Tommy Bond           | BOS      | 40    |
| ERA      | John Montgomery Ward | PRO      | 1,51  |
| SO       | Tommy Bond           | BOS      | 182   |
| IP       | Tommy Bond           | BOS      | 532,2 |
| CG       | Tommy Bond           | BOS      | 57    |
| SHO      | Tommy Bond           | BOS      | 9     |
| SV       | Tom Healey           | PRO, IND | 1     |
| WHIP     | Sam Weaver           | MIL      | 1,02  |